# Tasikmalaya / Cibeureum
Tasikmalaya / Cibeureum är en flygplats i Indonesien. Den ligger i den västra delen av landet, 200 km sydost om huvudstaden Jakarta. Tasikmalaya / Cibeureum ligger 335 meter över havet.
Terrängen runt Tasikmalaya / Cibeureum är platt åt sydväst, men åt nordost är den kuperad.Runt Tasikmalaya / Cibeureum är det mycket tätbefolkat, med 2 181 invånare per kvadratkilometer. Närmaste större samhälle är Tasikmalaya, 3,3 km väster om Tasikmalaya / Cibeureum. Runt Tasikmalaya / Cibeureum är det i huvudsak tätbebyggt.